# Heinrich Malchow
Heinrich Malchow (gestorben nach dem 7. Oktober 1528 und vor dem 3. November 1529) war vom 9. August 1505 bis zum 13. September 1522 Bürgermeister und bis ca. 1525 Mitglied des Rats der Hansestadt Wismar.

## Leben
Malchow war vermutlich ein Verwandter des Ratsherrn Ulrich Malchow (auch Olricus Malchowe, † 29. Juni 1480), der von 1453 bis 1480 als Mitglied des Wismarer Rates verzeichnet ist und am 17. Februar 1464 Bürgermeister wurde. Nach diesem nahm um 1482 Peter Malchow (auch Petrus Malchow) den Platz im Rat ein, der vom 22. Februar 1491 bis 1497 auch als Bürgermeister (Borghermestere) der Stadt bezeichnet wird. Seit 1499 ist ein Herman Malchow in den Ratslisten verzeichnet. 1504 wird erwähnt, dass “Eodem anno fuerunt electi in consules domini Johannes Peghel, Bernd Havick, Hinrick Malchow, [Ghoryes] Tzernekow” in diesem Jahr zu Konsuln (hier gleichgesetzt mit Bürgermeister) ernannt wurden. In den Folgejahren wird er als „Dominus Hinricus Malchow, Proconsul“ bezeichnet. Er war vom 9. August 1505 bis zum 13. September 1522 Bürgermeister. Vom 9. Oktober 1521 bis zum 23. April 1524 löste Marten Kraen ihn als Bürgermeister ab, dem ab dem 3. Juni 1524 Juni Cordt Niebur folgte.
Er verlor seinen Sitz im Stadtrat von Wismar aufgrund bürgerlicher Unruhen, die sich hauptsächlich gegen seine Person und gegen Tzernekow richteten. Nachdem er seines Amtes entbunden worden war, sprach er 1525 gemeinsam mit Nikolaus Smiterlow, dem Bürgermeister aus Stralsund, der ebenfalls aus seinem Amt gejagt worden war, beim Bund vor.  Die Zuständigkeit lehnte ihre Beschwerden ab und setzte sie nicht wieder ein.
Bei den Unruhen ging es hauptsächlich um den Kornhandel. 1520 kam es auf dem Hansetag zu Rostock zunächst zu einem Streit zwischen den Ratsherren Brand Schmidt und Heinrich Malchow, der sich an einem Brief des Königs von Dänemark entzündete. Brand Schmidt verließ daraufhin Wismar und zog nach Rostock. Durch das Verschiffen großer Mengen Korns nach Bremen oder Holland stiegen die Preise in Wismar, worüber die Bürger erzürnt waren. 1522 drohten sie sogar damit einige Ratsherren aus dem Fenster zu stürzen. Dieser Aufstand führte letztlich dazu, dass sowohl Malchow als auch Tzernekow ihre Sitze im Rat räumen mussten.